# Bartolomeo Caccia
Bartolomeo Caccia (citato nei documenti anche Bartholomeus de Caziis, Bartholomeus de Caciis e Bartholomeus de Mediolano) (Milano, metà XIV secolo – dopo il 1412) è stato un vescovo cattolico italiano.

## Biografia
Nato a Milano nella seconda metà del XIV secolo, Bartolomeo Caccia  entrò in giovane  età nell'ordine dei domenicani.
Fu un fedele sostenitore di papa Gregorio XII, che gli affidò numerose missioni diplomatiche per
Fu inoltre assistente del papà durante il Concilio di Cividale del 1408.
Per ricompensarlo dei suoi numerosi servigi il papa prima gli affidò il priorato di Mantova e successivamente lo promosse vescovo di  Piacenza.
Nel 1409 papa Gregorio XII lo nominò nunzio per la Lombardia e verso la fine dell'anno Bartolomeo era a Mantova. Fin da subito si alleò con i nemici dei Visconti e fu addirittura accusato di aver preso parte alla congiura che portò all'assassinio di Giovanni Maria Visconti nel maggio del 1412.

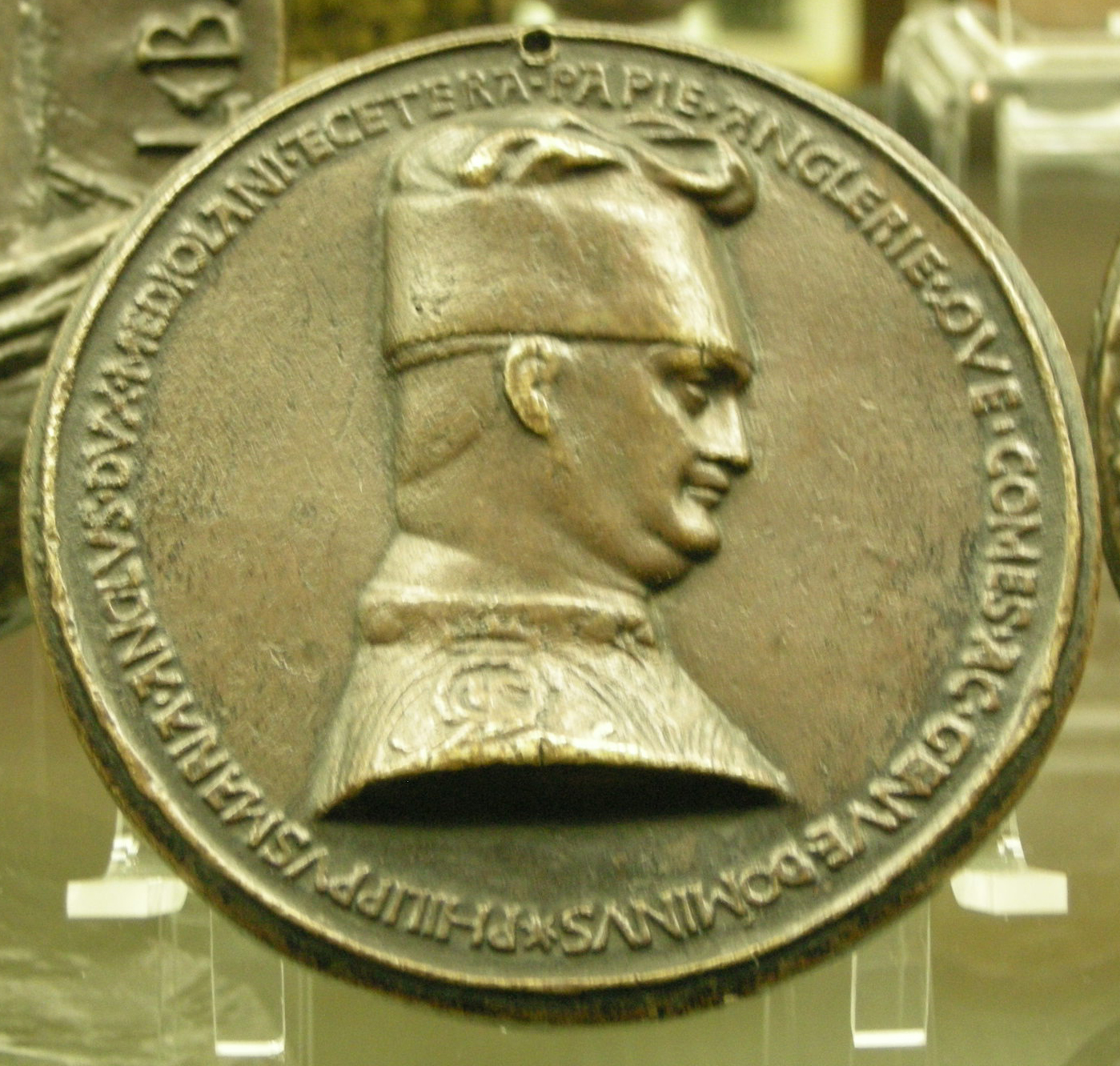
Filippo Maria Visconti su una medaglia di Pisanello

Il nuovo duca di Milano, Filippo Maria Visconti, con i decreti del 19 agosto e del 16 settembre 1412 lo bandì dai territori viscontei, assieme a molti altri illustri milanesi. Dopo tale data non è più menzionato in alcun documento e se ne ignora la data ed il luogo di morte.

### Opere
In un inventario delle opere presenti nella biblioteca di San Eustorgio in Milano, compilato verso la fine del XV secolo erano elencati una serie di sermoni ed anche un commento al Paradiso di Dante Alighieri, opere di Bartolomeo Caccia. La biblioteca con tutte le opere conservate fu rimossa durante le requisizioni napoleoniche del 1797 e non furono più ritrovati.